# Антипапа Александар V
Петар од Кандије, такође познат и као Петар Филагрис (грчки: Πετρος Φιλαργης) (око 1339 - 3. мај 1410), назван Александар V је био антипапа Римокатоличке цркве изабран на сабору у Пизи 1409. године, током Западне шизме (1378-1417). Његов понтификат трајао је кратко - од 26. јуна 1409. године до смрти. Као антипапа стајао је насупрот римском папи Гргуру XII и авињонском Бенедикту XIII. 

## Рана каријера
Рођен је у близини данашњег Неаполија на Криту, тада у саставу Млетачке републике, око 1339. године. Рођен је у грчкој породици, те је крштен као Петар Филагрис. Стога је остао упамћен и као Петар од Кандије. У младости је остао сироче, те су га подигли италијански фрањевци. Сам ступивши у фрањевачки ред, похађао је студије на универзитетима у Оксфорду и Паризу. Док је студирао у Паризу избила је Западна шизма. Петар је подржавао папу Урбана VI (1378-1389), римског кандидата. Постао је саветник Ђангалеаца Висконтија, војводе Милана. После десет година вратио се у Ломбардију, где је, захваљујући наклоности Висконтија, постао епископ у Пјаћенци (1386), Вићенци (1387), Новари (1389) и напослетку архиепископ Милана (1402). Папа Иноћентије VII (1404-1406) га је поставио за кардинала.

## Понтификат
Изабран је за папу на Сабору у Пизи (25. марта 1409), који је одржан како би се превазишао раскол у Римокатоличкој цркви. Петар је понео ново име - "Александар", те је предводио трећу, пизанску фракцију, у тадашњој западној цркви. Након његовог избора, већина држава Европе признала га је за легитимног папу, са изузетком Краљевине Арагон и Шкотске, које су остале лојалне авињонском папи Бенедикту, као и разних италијанских државица, које су признавале римског папу. 
Током свог десетомесечног понтификата Александар је имао за циљ да прошири свој утицај уз помоћ Француске, а посебно војводе Луја II Анжујског, коме је доделио права на Краљевину Сицилију, уклонивши Ладислава Напуљског. Дао је много обећања, али није стигао да их испуни. Просјачки редови имали су много користи током његовог кратког понтификата. 
Александар је изненада умро док је са кардиналом Балтазаром Косом боравио у Болоњи, у ноћи 3. на 4. мај 1410. године. Његови посмртни остаци пренети су у цркву Светог Фрање у Болоњи. Прошириле су се лажне вести да га је отровао Балтазар Коса, који га је и наследио као антипапа Јован XXIII (1410-1415). 